# Iman (islam)
Iman ( en árabe: إِيمَان‎, romanizado: ʾīmān, pronunciado /ˈʔiː.maːn/) significa literalmente fe, creencia o reconocimiento. Su definición más sencilla es la creencia en los seis artículos de fe, conocidos como arkān al-īmān. En la teología islámica denota el reconocimiento de la fe y los hechos por parte de un creyente en los aspectos religiosos del islam.

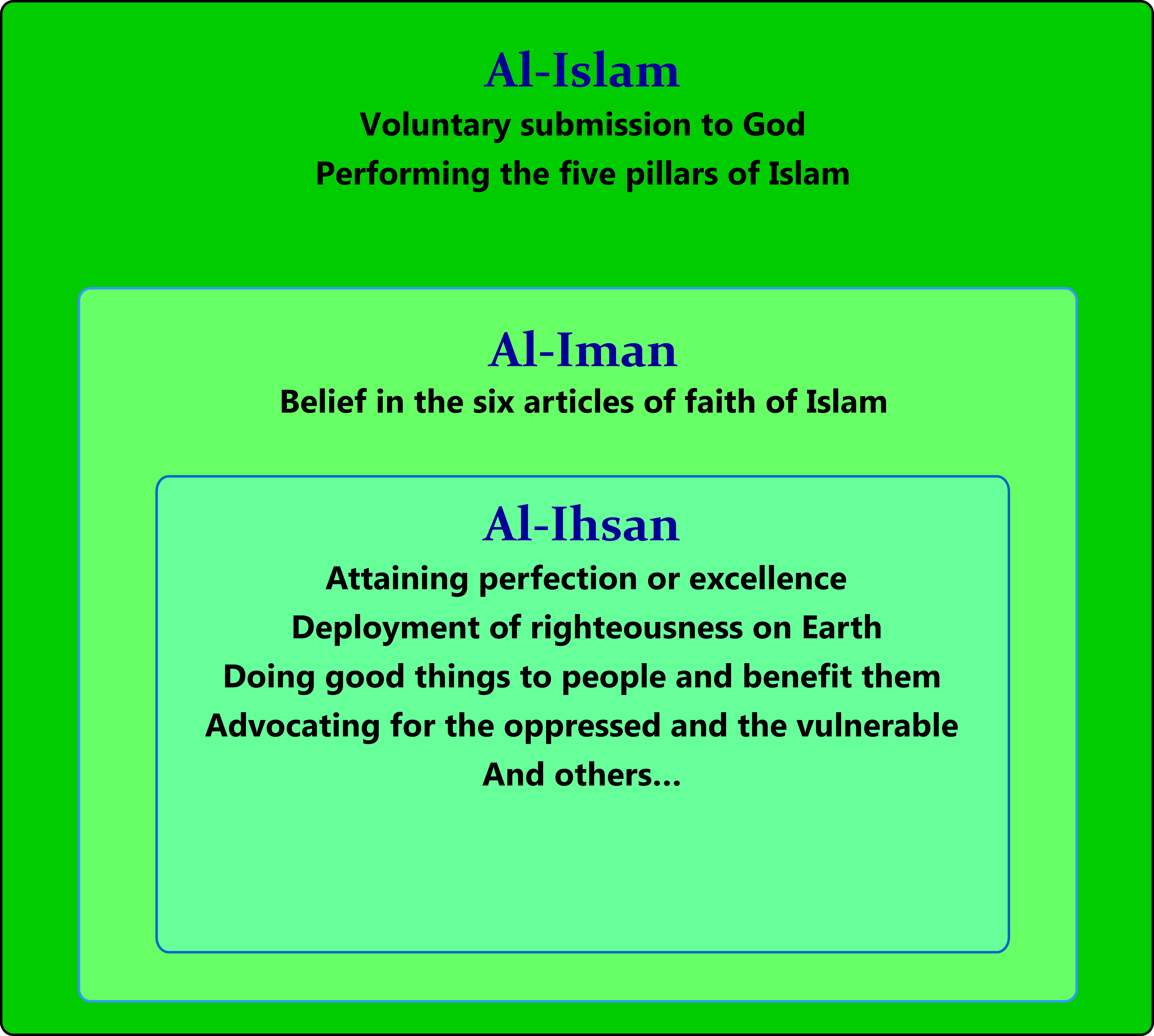
Las tres dimensiones del islam, incluido iman.

El término iman ha sido delineado tanto en el Corán como en los hadices. Según el Corán, iman debe ir acompañado de obras de justicia y las dos juntas son necesarias para entrar al Paraíso. En el islam debe existir armonía y concordia entre la fe y las obras.
En el hadiz de Gabriel, se afirma que iman, además del islam y ihsan, forman las tres dimensiones de la religión islámica.
En otro hadiz, el profeta islámico Mahoma definió iman como "un reconocimiento en el corazón, una expresión con la lengua y una actividad con los miembros". La fe es confianza en una verdad real. Cuando la gente tiene confianza, se somete a esa verdad. No basta sólo con conocer la verdad, sino que el reconocimiento del corazón debe expresarse mediante la lengua que es manifestación de la inteligencia y reflejar finalmente esta confianza en sus actividades. 
Existe un debate tanto dentro como fuera del islam sobre el vínculo entre fe y razón en la religión, y la importancia relativa de ambas. Algunos estudiosos sostienen que la fe y la razón surgen de la misma fuente y deben ser armoniosas.La relación entre razón y fe en el islam es un debate complejo que abarca siglos.

## Los seis artículos de fe
La fe ( iman ) incluye seis creencias principales:
1. Creencia en la existencia y unidad de Dios.
2. Creencia en la existencia de ángeles.
3. Creencia en la existencia de los libros de los cuales Dios es autor : el Corán (revelado a Mahoma), el Injeel (revelado a Jesús ), la Torá (revelada a los profetas y mensajeros entre los hijos de Israel ), los Salmos (revelados a David ), los Rollos de Moisés y los Rollos de Abraham.
4. Creencia en la existencia de profetas Mahoma es el último de ellos, Jesús el penúltimo y otros enviados antes que ellos (como Moisés, Abraham, David, José o Jacob).
5. Creencia en la existencia del Día del Juicio: en ese día, la humanidad se dividirá en dos grupos: el del paraíso y el del infierno. Estos grupos se componen de subgrupos.
6. Creencia en la existencia de la predestinación de Dios ( qadar, 'Decreto Divino') debido a la omnisciencia de Dios, ya sea que implique el bien o el mal.

De estos, los primeros cuatro se mencionan y el quinto está implícito en ayah 2:285 del Corán. Los seis aparecen en el primer hadiz de la colección Sahih Muslim, donde el ángel Gabriel pide que le hablen del iman.

## Delineación en el Corán y hadices
En el Corán, iman es una de las 10 cualidades que hacen que uno sea receptor de la misericordia y recompensa de Dios. El Corán afirma que la fe puede crecer con el recuerdo de Dios. El Corán también afirma que nada en este mundo debería ser más querido para un verdadero creyente que la fe.
Se dice que Mahoma dijo que obtuvo la dulzura de la fe y que se complacía en aceptar a Dios como Señor, al islam como religión y a Mahoma como profeta. También dijo que nadie puede ser un verdadero creyente a menos que ame a Mahoma más que a sus hijos, padres y familiares. En otro momento, comentó que es este amor por Allah y Mahoma después del cual una persona puede ser consciente del verdadero sabor de la fe.